# Vyšehořovice
Vyšehořovice (en allemand : Wischerowitz) est une commune du district de Prague-Est, dans la région de Bohême-Centrale, en République tchèque. Sa population s'élevait à 654 habitants en 2020.

## Géographie
Vyšehořovice se trouve à 5 km au sud-sud-est de Čelákovice, à 5,7 km au sud-ouest d'Úvaly et à 25 km au nord-nord-est de Prague.
La commune est limitée par Čelákovice et Mochov au nord, par Vykáň à l'est, par Břežany II au sud, et par Nehvizdy et Horoušany à l'ouest.

## Histoire
La première mention écrite de la localité date de 1178.

## Administration
La commune se compose de deux quartiers :
- Kozovazy
- Vyšehořovice

## Transports
Par la route, Vyšehořovice se trouve à 8 km de Čelákovice, à 9 km d'Úvaly et à 30 km du centre de Prague.